# Rivaldo
Rivaldo Vítor Borba Ferreira dit Rivaldo, né le 19 avril 1972 à Recife, est un footballeur international brésilien évoluant comme ailier du début des années 1990 au milieu des années 2010.
Rivaldo évolue dans de nombreux clubs dont le FC Barcelone et l'AC Milan et reçoit le Ballon d'or 1999. C'est au Barça que Rivaldo s'épanouit pour devenir un des meilleurs joueurs du monde. À Barcelone, il prend une envergure mondiale et remporte de nombreux succès, dont deux titres de champion d'Espagne en 1997-98 puis 1998-99 auxquels s'ajoutent des distinctions individuelles prestigieuses comme le Ballon d'or et le titre de Meilleur footballeur de l'année FIFA. Après un échec à Milan, Rivaldo retourne au Brésil puis découvre la Grèce durant quatre saisons, l’Ouzbékistan puis l'Angola. Rivaldo est, avec Kazuyoshi Miura et Keisuke Honda, l'un des rares joueurs ayant évolué sur quatre continents différents. En effet, il joue dans quatre confédérations différentes que sont l'UEFA, la CONMEBOL, la CAF et l'AFC. Il met un terme définitif à sa carrière en 2015, à 43 ans.
Avec l'équipe du Brésil, Rivaldo est tout d'abord médaillé de bronze aux JO 1996, puis participe aux victoires lors de la Coupe des confédérations 1997, la Copa América 1999 puis la Coupe du monde 2002, après la défaite en finale du Mondial 1998.
Ballon d'or et le Meilleur footballeur de l'année FIFA en 1999, Rivaldo est choisi par Pelé pour faire partie du FIFA 100, liste des 125 plus grands joueurs vivants du monde en 2004.

## Biographie

### Enfance et formation
Rivaldo naît dans un quartier pauvre de Recife, dans l'État de Pernambouc, le 19 avril 1972 à Jardin Paulista au Nord-Est du Brésil. Deuxième des cinq enfants de la famille, Rivaldo Vitor Borba Ferreira grandit dans la banlieue de Recife, dans une favela. Il possède deux frères Ricardo et Rinaldo et deux sœurs Cristiana et Soraya, enfants de Romildo et Marlucia[réf. nécessaire].
Rivaldo possède des jambes courbées vers l'extérieur au niveau du genou, signe d'une carence en vitamine D. À cause d'une malnutrition chronique au début de son adolescence, il perd la plupart de ses dents. Aujourd'hui, elles sont remplacées par des artificielles. Rivaldo n'aime pas parler de tout cela, non pas qu'il ait honte de sa dentition ou de ses origines, mais plutôt en raison des souvenirs trop cruels : "Si tu n'as pas vécu là-bas, et n'a pas vécu ce que j'y ai vécu, alors jamais tu ne comprendras"[réf. nécessaire].
Enfant, Rivaldo aide ses parents le week-end en désherbant les jardins et en parcourant les plages les plus populaires de la ville, en vendant du chewing-gum et des sucettes glacées. Il marche déchaussé ou avec le pied entouré dans les morceaux d'une pantoufle. Les jours de match, il s'installe devant l'Estadio do Arruda, stade de son club de cœur, le Santa Cruz FC Jouant au football pieds nus, il idolâtre Zico et Diego Maradona. Mais plutôt que de jouer, il se contente d'entraîner des coqs au combat.
Rivaldo aime le football et frappe comme un sourd contre un mur qui finira par s'écrouler sur lui. On lui posera seize points de suture. Le père de Rivaldo croit beaucoup en les capacités de son fils, pour la majorité, le seul moyen d'échapper à la pauvreté. Lui et son père sont très proches : "Il n'arrêtait pas de nous dire que l'un des trois frères serait un jour professionnel"[réf. nécessaire].
À seize ans, Rivaldo est invité à effectuer un essai au Santa Cruz FC, après s'être entraîné par intermittence avec les équipes de jeunes du club. Mais, deux semaines avant le test, son père Romildo est mortellement heurté par un bus, un vendredi de janvier 1989 sur la ligne 37 dans les rues de Recife Le jeune Rivaldo a attendu son père toute la nuit. Le matin suivant, la radio de la ville a communiqué le malheur à la famille[réf. nécessaire]. Désemparé, Rivaldo pense à abandonner mais sa mère Marlucia le convainc de continuer. « Quand j'étais enfant, jamais il ne se séparait de moi, dans la rue, à la plage. Et aujourd’hui, je joue en sa mémoire »[réf. nécessaire].
Une fois l'essai réussi, Rivaldo doit parcourir les 15 kilomètres pour aller s'entraîner et autant pour revenir à pieds, faute de moyens pour prendre le bus.

### Débuts au Brésil (1991-1996)
Rivaldo commence sa carrière avec le Santa Cruz FC début 1991 en tant que joueur amateur. Des performances irrégulières marquent ses débuts avec Santa Cruz. 
Il est finalement utilisé lors d'un échange de joueurs avec l'équipe de deuxième division de Sao Paulo, Mogi Mirim EC, où il signe son premier contrat professionnel et reste pendant un an et quatre mois.
En 1993, il reste à São Paulo mais est prêté au club mythique des Corinthians en première division, sous les couleurs duquel il marque onze buts en 19 rencontres. Il inscrit 22 buts en 58 titularisations, est nommé joueur de la saison et fait ses débuts en  équipe nationale.
Toujours dans la même ville, il rejoint le SE Palmeiras en 1994, est à nouveau nommé joueur de la saison et remporte le titre de champion du Brésil, en finale contre les Corinthians. Avant de partir pour les JO 1996, le club brésilien s'entend avec son homologue italien du Parme AC pour un transfert. Ce dernier échoue finalement faute d'accord avec le joueur sur les termes du contrat.

### Cinq ans au FC Barcelone (1996-2001)
Après les Jeux olympiques d'Atlanta, Rivaldo traverse l'Atlantique pour finalement intégrer le Deportivo La Corogne. Il marque à 21 reprises en 41 matchs lors de sa première saison en Europe, aide son équipe à passer du milieu de table à la troisième place de la Liga et est considéré comme le deuxième meilleur joueur étranger d'Espagne, derrière Ronaldo, auteur de 34 buts avec le FC Barcelone.
Après une seule saison passée en Galice, le FC Barcelone recrute Rivaldo en payant sa clause libératoire de quatre milliards de pesetas (20 à 24 millions d'euros) en remplacement de son compatriote Ronaldo parti à l'Inter Milan. Mal à l’aise dans la rigidité du nouvel entraîneur barcelonais Louis Van Gaal, Rivaldo a d’abord des difficultés à s’adapter et critique publiquement son entraîneur. Le technicien hollandais cède ensuite au public du Camp Nou et à son joueur en offrant davantage de liberté à Rivaldo sur le côté gauche de l'attaque barcelonaise. Le Brésilien participe aux deux titres de champion d'Espagne remportés en 1997-98 puis 1998-99, auxquels s'ajoutent des distinctions individuelles prestigieuses comme le Ballon d'or et le Meilleur footballeur de l'année FIFA.
En 2000-2001, en Ligue des champions, Rivaldo réussit un triplé contre l'AC Milan, à San Siro, et permet au Barça d'obtenir le match nul 3-3. Lors de la dernière journée du championnat, Rivaldo marque les trois buts de son équipe face à Valence CF (3-1) dont un à la dernière minute d'un retourné acrobatique en dehors de la surface de réparation. Il donne à Barcelone la victoire et surtout la qualification pour le tour préliminaire de la Ligue des champions.
Rivaldo évolue à Barcelone de 1997 à 2002 et signe 130 buts en 234 rencontres pour les Catalans. Il est le sixième meilleur buteur de l'histoire du club derrière Samuel Eto'o qui a marqué quelque 152 buts durant son passage au FCB.

### En équipe nationale (1992-2003)
Rivaldo dispute son premier match international avec l'équipe du Brésil de football en décembre 1993 contre le Mexique. Ses performances en club sont récompensées par d'autres convocations en équipe nationale. Mais l'entraîneur Carlos Alberto Parreira juge le joueur de 22 ans trop égoïste, peu fiable et ne le sélectionne ni pour la Coupe du monde remportée aux États-Unis en 1994, ni pour la Copa América un an après.
Rivaldo est retenu par Mário Zagallo à l'occasion des Jeux olympiques d'Atlanta. Le Brésil est éliminé en demi-finale face au Nigeria, futur champion olympique. Rivaldo est désigné avec d'autres comme bouc-émissaire, perdant la balle lors de la réduction du score sud-africaine à 3-2 puis ratant une occasion de 4-2 (défaite 3-4 ap).
Il connaît alors une longue traversée du désert en équipe nationale et n'est rappelé dans la Seleção qu'en décembre 1997, toujours par Mario Zagallo, pour la Coupe des confédérations remportée par le Brésil.

Rivaldo est titulaire en finale du Mondial 98.

Rivaldo est l'un des joueurs les plus en vue lors de la Coupe du monde 1998 en France, marquant trois fois avant la finale. La Seleção s'y incline contre le pays hôte (0-3). Rivaldo est nommé pour l'équipe-type du tournoi.
En 1999, il remporte la Copa América avec le Brésil et est nommé meilleur joueur du tournoi, après avoir réussi un doublé en finale pour terminer co-meilleur buteur.
Après une campagne de qualification pour le Mondial 2002 compliquée, où la Seleção est critiquée par la presse et ses supporters, Rivaldo est sélectionné dans l'équipe du Brésil à la Coupe du monde 2002. Il se fait remarquer au terme du premier match du Mondial contre la Turquie (2-1) quand, pendant le temps additionnel, Hakan Unsal tire le ballon en direction de Rivaldo situé à quelques mètres de lui et attendant de tirer un corner. Atteint sur la cuisse, le Brésilien s'écroule en se masquant le visage des deux mains et est accusé de simulation punissable de suspension. Aligné en attaque aux côtés de Ronaldo et Ronaldinho, il marque lors des cinq premiers matchs du Brésil et devient champion du monde. Il est à l'origine des deux buts de Ronaldo en finale aux dépens de l'Allemagne (2-0). Rivaldo inscrit cinq buts et termine ainsi co-deuxième meilleur buteur de la compétition au même titre que l'allemand Miroslav Klose, derrière Ronaldo avec ses 8 réalisations.

### Italie, Grèce et Ouzbékistan (2002-2011)
Après la Coupe du monde 2002, Rivaldo signe au Milan AC. Il est présenté à San Siro avant le match de tour préliminaire de Ligue des champions entre le Milan AC et le Slovan Liberec. Malgré la victoire de son club lors de cette coupe d'Europe, son année à Milan est difficile, puisqu'il ne parvient pas à être aussi décisif qu'à Barcelone. D'ailleurs, Carlo Ancelotti ne le fait pas entrer en jeu lors de la finale européenne remportée contre la Juventus. Rivaldo fait 22 apparitions en championnat la première année et rompt son contrat en novembre 2003.
Libre de tout contrat, il décide de revenir au Brésil où effectue un court passage au Cruzeiro ponctué de onze rencontres et deux buts. Le meneur de jeu brésilien est libéré de son contrat le liant au Cruzeiro FC en mars 2004, après seulement 50 jours.
Après cinq mois sans club, il rejoint la Grèce et Olympiakos pour deux saisons et une supplémentaire en option. Rivaldo dispute les trois saisons pleines pour un total de 39 buts en 87 rencontres. En 2007-2008 il dispute une dernière saison en Grèce à l'AEK Athènes où il trouvera le chemin des filets à 24 reprises en 52 matchs.

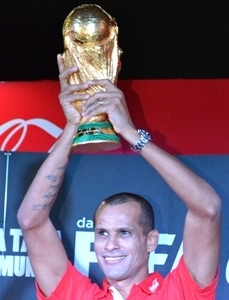
Rivaldo soulève la coupe du monde

En 2008, Rivaldo signe un contrat de 2 ans avec le club ouzbek de FC Bunyodkor pour un montant de 20M €. Il y inscrit 33 buts en 53 matchs, avant de quitter le club à l'été 2011.

### Fin de carrière au Brésil (2011-2015)
Rivaldo, sans club depuis son départ d'Ouzbékistan, a annoncé qu'il allait reprendre la compétition en 2011 en participant au championnat de São Paulo au sein du club Mogi Mirim EC dont il est président,, après avoir acheté le club qui lance sa carrière en 1992.
Fin janvier 2011 et après cinq matches seulement avec Mogi Mirim comme président-joueur, il s'engage avec le São Paulo FC jusqu'en décembre 2012.  Il y a joue de façon très honorable et a fait partie des meilleurs joueurs du championnat.
Le 12 janvier 2012, Rivaldo continue son tour du monde et part en Angola pour s'engager avec Kabuscorp. Mi-mars, à un mois de son 40e anniversaire, Rivaldo inscrit un triplé et la totalité des buts du succès à domicile 3-1 sur le Recreativo Caala pour son deuxième match avec son nouveau club et leur première victoire de la saison. Le 29 juillet 2012, Rivaldo s'offre un triplé en 26 minutes face à Bravos do Maquis. Le troisième but prouve que le Brésilien a encore des jambes à 40 ans passés puisqu'il est parti du milieu de terrain avant de se débarrasser de deux défenseurs pour battre le gardien adverse pour la troisième fois de la soirée. Grâce à ce triplé, Kabuscorp s'impose 4-1 et permet à Rivaldo de prendre la tête du classement des buteurs avec 10 buts. Le 5 novembre 2012, au terme de son contrat, il annonce qu'il quitte le club sans préciser s'il met un terme à sa carrière. En neuf mois, il aura joué 21 matches et inscrit 11 buts.
Le 17 janvier 2013, Rivaldo s'engage, à 40 ans, en faveur de São Caetano, club de D2 brésilienne. Le 10 février 2013, pour son premier match sous les couleurs de São Caetano, Rivaldo inscrit à 40 ans un but de la tête contre le SC Corinthians. Le score final du match sera de 2-2. En mars 2013, Rivaldo affirme son souhait d'entraîner le FC Barcelone, club qui lui est particulièrement cher : « J'ai une affection spéciale pour la ville de Barcelone et pour le Barça. L'ancien président du Barça Sandro Rosell est un grand ami. Si l'opportunité d'entraîner Barcelone se présente, j'en serais enchanté. ». En novembre 2013, le Ballon d'Or 1999 résilie son contrat en raison de douleurs au genou.
À 41 ans, Rivaldo revient dans le club de Mogi Mirim dont il est le président. Le 19 février 2014, il joue aux côtés de son fils Rivaldinho, âgé de 20 ans, dans un match de deuxième division brésilienne, du championnat Paulista contre Piracicaba. Après avoir annoncé le terme de sa carrière de footballeur le 15 mars 2014 à bientôt 42 ans, il revient sur sa décision et recommence à jouer en juillet 2015 avec Mogi Mirim. Lors d'une victoire 3-1 de son club, Rivaldo inscrit un but tandis que son fils, Rivaldo Junior inscrit les deux autres réalisations de la rencontre (3-1). La relation se détériore lorsque Rivaldo change le nom du stade en hommage à son père, bien que Romildo n'ait aucun lien avec l'équipe, transfère les centres de formation en son propre nom, en paiement d'une partie de l'investissement, place son épouse vice-présidente et son fils président du conseil d'administration. En décembre 2014, face à des critiques croissantes et devant plus de 10 millions de reais, il vent le club en juillet 2015.

## Style de jeu
Attaquant longiligne, Rivaldo est réputé par sa fantaisie et la puissance de sa frappe du pied gauche. Il interpelle l'Europe et même le monde par sa puissance, ses contrôles de balle et la diversité de son répertoire technique. Il associe précision et puissance pour ses frappes mais aussi des passes décisives.
Il se considère personnellement comme un milieu de terrain et non un attaquant.

## Politique
Lors de l’élection présidentielle brésilienne de 2018, il apporte son soutien au candidat d’extrême droite Jair Bolsonaro, tout comme en 2022 ensuite aux côtés des internationaux brésiliens Neymar et Daniel Alves.

## Statistiques

### Statistiques par saison
| Saison                | Club                  | Championnat           | Championnat | Championnat | Championnat | Coupe(s) nationale(s) | Coupe(s) nationale(s) | Coupe(s) nationale(s) | Supercoupe | Supercoupe | Supercoupe | Compétition(s) continentale(s) | Compétition(s) continentale(s) | Compétition(s) continentale(s) | Compétition(s) continentale(s) | Ligue régional | Ligue régional | Ligue régional | Total | Total | Total |
| Saison                | Club                  | Division              | M.          | B.          | P.d.        | M.                    | B.                    | P.d.                  | M.         | B.         | P.d.       | Comp.                          | M.                             | B.                             | P.d.                           | M.             | B.             | P.d.           | M.    | B.    | P.d.  |
| 1989                  | Paulista              | Série A2              | 26          | 3           | -           | -                     | -                     | -                     | -          | -          | -          | -                              | -                              | -                              | -                              | -              | -              | -              | 26    | 3     | 0     |
| 1990                  | Paulista              | Série A2              | 22          | 4           | -           | -                     | -                     | -                     | -          | -          | -          | -                              | -                              | -                              | -                              | -              | -              | -              | 22    | 4     | 0     |
| Sous-total            | Sous-total            | Sous-total            | 48          | 7           | -           | -                     | -                     | -                     | -          | -          | -          | -                              | -                              | -                              | -                              | -              | -              | -              | 48    | 7     | 0     |
| 1991                  | Santa Cruz            | Série B               | 4           | 6           | -           | 4                     | 2                     | -                     | -          | -          | -          | -                              | -                              | -                              | -                              | 18             | 8              | -              | 26    | 16    | 0     |
| 1992                  | Mogi Mirim            | Série A               | -           | -           | -           | -                     | -                     | -                     | -          | -          | -          | -                              | -                              | -                              | -                              | 31             | 13             | -              | 31    | 13    | 0     |
| 1993                  | Corinthians           | Série A               | 19          | 11          | -           | -                     | -                     | -                     | -          | -          | -          | -                              | -                              | -                              | -                              | 3              | 0              | -              | 22    | 11    | 0     |
| 1994                  | Corinthians           | Série A               | -           | -           | -           | 3                     | 0                     | -                     | -          | -          | -          | -                              | -                              | -                              | -                              | 3              | 0              | -              | 6     | 0     | 0     |
| 1994                  | Palmeiras             | Série A               | 29          | 14          | -           | -                     | -                     | -                     | -          | -          | -          | -                              | -                              | -                              | -                              | -              | -              | -              | 29    | 14    | 0     |
| 1995                  | Palmeiras             | Série A               | 19          | 11          | -           | 4                     | 2                     | -                     | -          | -          | -          | CL                             | 6                              | 5                              | -                              | 3              | 0              | -              | 32    | 18    | 0     |
| 1996                  | Palmeiras             | Série A               | -           | -           | -           | 9                     | 4                     | -                     | -          | -          | -          | -                              | -                              | -                              | -                              | 25             | 18             | -              | 34    | 22    | 0     |
| Sous-total            | Sous-total            | Sous-total            | 45          | 21          | -           | 13                    | 6                     | -                     | -          | -          | -          | -                              | 6                              | 5                              | -                              | 33             | 28             | -              | 97    | 60    | 0     |
| 1996-1997             | Deportivo La Corogne  | Primera División      | 41          | 21          | 3           | 5                     | 1                     | 1                     | -          | -          | -          | -                              | -                              | -                              | -                              | -              | -              | -              | 46    | 22    | 4     |
| 1997-1998             | FC Barcelone          | Primera División      | 34          | 19          | 7           | 7                     | 8                     | 3                     | 4          | 1          | -          | C1                             | 6                              | 0                              | -                              | -              | -              | -              | 51    | 28    | 10    |
| 1998-1999             | FC Barcelone          | Primera División      | 37          | 24          | 12          | 3                     | 2                     | 1                     | 2          | 0          | -          | C1                             | 6                              | 3                              | 1                              | -              | -              | -              | 48    | 29    | 14    |
| 1999-2000             | FC Barcelone          | Primera División      | 31          | 12          | 6           | 5                     | 1                     | 2                     | -          | -          | -          | C1                             | 14                             | 10                             | 2                              | -              | -              | -              | 50    | 23    | 10    |
| 2000-2001             | FC Barcelone          | Primera División      | 35          | 23          | 9           | 5                     | 2                     | -                     | -          | -          | -          | C1+C3                          | 6+7                            | 6+5                            | 2+0                            | -              | -              | -              | 53    | 36    | 11    |
| 2001-2002             | FC Barcelone          | Primera División      | 20          | 8           | 4           | -                     | -                     | -                     | -          | -          | -          | C1                             | 13                             | 6                              | 4                              | -              | -              | -              | 33    | 14    | 8     |
| Sous-total            | Sous-total            | Sous-total            | 157         | 86          | 38          | 20                    | 13                    | 6                     | 6          | 1          | -          | -                              | 52                             | 30                             | 9                              | -              | -              | -              | 235   | 130   | 53    |
| 2002-2003             | AC Milan              | Serie A               | 22          | 5           | 4           | 3                     | 1                     | 2                     | -          | -          | -          | C1                             | 13                             | 2                              | 0                              | -              | -              | -              | 38    | 8     | 6     |
| 2003                  | AC Milan              | Serie A               | -           | -           | -           | -                     | -                     | -                     | 1          | 0          | -          | C1                             | 1                              | 0                              | 0                              | -              | -              | -              | 2     | 0     | 0     |
| Sous-total            | Sous-total            | Sous-total            | 22          | 5           | 4           | 3                     | 1                     | 2                     | 1          | 0          | -          | -                              | 14                             | 2                              | 0                              | -              | -              | -              | 40    | 8     | 6     |
| 2004                  | Cruzeiro              | Série A               | -           | -           | -           | -                     | -                     | -                     | -          | -          | -          | CL                             | 3                              | 0                              | -                              | 7              | 2              | 2              | 10    | 2     | 2     |
| 2004-2005             | Olympiakós            | Superleague           | 23          | 10          | 3           | 2                     | 2                     | -                     | -          | -          | -          | C1+C3                          | 6+3                            | 1+0                            | 2+1                            | -              | -              | -              | 34    | 13    | 6     |
| 2005-2006             | Olympiakós            | Superleague           | 22          | 7           | 4           | 2                     | 2                     | -                     | -          | -          | -          | C1                             | 5                              | 2                              | 0                              | -              | -              | -              | 29    | 11    | 4     |
| 2006-2007             | Olympiakós            | Superleague           | 25          | 17          | 7           | -                     | -                     | -                     | -          | -          | -          | C1                             | 6                              | 0                              | 2                              | -              | -              | -              | 31    | 17    | 9     |
| Sous-total            | Sous-total            | Sous-total            | 70          | 36          | 14          | 4                     | 4                     | -                     | -          | -          | -          | -                              | 20                             | 3                              | 5                              | -              | -              | -              | 94    | 43    | 19    |
| 2007-2008             | AEK Athènes           | Superleague           | 35          | 12          | 15          | -                     | -                     | -                     | -          | -          | -          | C1+C3                          | 2+6                            | 1+2                            | 0+1                            | -              | -              | -              | 43    | 15    | 16    |
| 2008                  | AEK Athènes           | Superleague           | -           | -           | -           | -                     | -                     | -                     | -          | -          | -          | C3                             | 1                              | 0                              | 0                              | -              | -              | -              | 1     | 0     | 0     |
| Sous-total            | Sous-total            | Sous-total            | 35          | 12          | 15          | -                     | -                     | -                     | -          | -          | -          | -                              | 9                              | 3                              | 1                              | -              | -              | -              | 44    | 15    | 16    |
| 2008                  | FK Bunyodkor          | UPFL                  | 12          | 7           | -           | 1                     | 0                     | -                     | -          | -          | -          | AFC                            | 4                              | 2                              | 0                              | -              | -              | -              | 17    | 9     | 0     |
| 2009                  | FK Bunyodkor          | UPFL                  | 30          | 20          | 12          | 2                     | 1                     | -                     | -          | -          | -          | AFC                            | 9                              | 1                              | 0                              | -              | -              | -              | 41    | 22    | 12    |
| 2010                  | FK Bunyodkor          | UPFL                  | 11          | 6           | -           | 3                     | 3                     | -                     | -          | -          | -          | AFC                            | 5                              | 2                              | 0                              | -              | -              | -              | 19    | 11    | 0     |
| Sous-total            | Sous-total            | Sous-total            | 53          | 33          | 12          | 6                     | 4                     | -                     | -          | -          | -          | -                              | 18                             | 5                              | 0                              | -              | -              | -              | 77    | 42    | 12    |
| 2011                  | São Paulo             | Série A               | 30          | 5           | 3           | 4                     | 0                     | 0                     | -          | -          | -          | CL                             | 3                              | 1                              | 0                              | 9              | 1              | -              | 46    | 7     | 3     |
| 2012                  | Kabuscorp             | Girabola              | 21          | 11          | -           | -                     | -                     | -                     | -          | -          | -          | -                              | -                              | -                              | -                              | -              | -              | -              | 21    | 11    | 0     |
| 2013                  | São Caetano           | Série B               | 7           | 0           | -           | 2                     | 0                     | 0                     | -          | -          | -          | -                              | -                              | -                              | -                              | 10             | 2              | -              | 19    | 2     | 0     |
| 2014                  | Mogi Mirim            | Série C               | 3           | 0           | -           | -                     | -                     | -                     | -          | -          | -          | -                              | -                              | -                              | -                              | 4              | 0              | -              | 7     | 0     | 0     |
| 2015                  | Mogi Mirim            | Série B               | 4           | 1           | -           | -                     | -                     | -                     | -          | -          | -          | -                              | -                              | -                              | -                              | -              | -              | -              | 4     | 1     | 0     |
| Sous-total            | Sous-total            | Sous-total            | 7           | 1           | -           | -                     | -                     | -                     | -          | -          | -          | -                              | -                              | -                              | -                              | 4              | 1              | -              | 11    | 2     | 0     |
| Total sur la carrière | Total sur la carrière | Total sur la carrière | 529         | 255         | 89          | 64                    | 31                    | 9                     | 7          | 1          | -          | -                              | 125                            | 49                             | 15                             | 115            | 54             | 2              | 840   | 390   | 115   |

### En sélection nationale
| Saison                | Sélection             | Phases finales                                       | Phases finales | Phases finales | Phases finales | Éliminatoires CDM | Éliminatoires CDM | Éliminatoires CDM | Matchs amicaux | Matchs amicaux | Matchs amicaux | Total | Total | Total |
| Saison                | Sélection             | Compétition                                          | M              | B              | Pd             | M                 | B                 | Pd                | M              | B              | Pd             | M     | B     | Pd    |
| --------------------- | --------------------- | ---------------------------------------------------- | -------------- | -------------- | -------------- | ----------------- | ----------------- | ----------------- | -------------- | -------------- | -------------- | ----- | ----- | ----- |
| 1993-1994             | Brésil                | Coupe du monde 1994                                  | -              | -              | -              | -                 | -                 | -                 | 2              | 1              | 0              | 2     | 1     | 0     |
| 1994-1995             | Brésil                | Copa América 1995                                    | -              | -              | -              | -                 | -                 | -                 | 2              | 1              | 0              | 2     | 1     | 0     |
| 1995-1996             | Brésil                | -                                                    | -              | -              | -              | -                 | -                 | -                 | 5              | 2              | 2              | 5     | 2     | 2     |
| 1997-1998             | Brésil                | Coupe des confédérations 1997 + Coupe du monde 1998  | 2+7            | 0+3            | 0+2            | -                 | -                 | -                 | 4              | 2              | 3              | 13    | 5     | 5     |
| 1998-1999             | Brésil                | Copa América 1999 + Coupe des confédérations 1999    | 5+.            | 5+.            | 1+.            | -                 | -                 | -                 | 7              | 1              | 4              | 12    | 6     | 5     |
| 1999-2000             | Brésil                | -                                                    | -              | -              | -              | 5                 | 4                 | 0                 | 7              | 6              | 2              | 12    | 10    | 2     |
| 2000-2001             | Brésil                | Coupe des confédérations 2001 4e + Copa América 2001 | -              | -              | -              | 5                 | 1                 | 1                 | 1              | 0              | 1              | 6     | 1     | 2     |
| 2001-2002             | Brésil                | Coupe du monde 2002                                  | 7              | 5              | 1              | 5                 | 3                 | 0                 | 2              | 0              | 0              | 14    | 8     | 1     |
| 2002-2003             | Brésil                | Coupe des confédérations 2003                        | -              | -              | -              | -                 | -                 | -                 | 3              | 0              | 0              | 3     | 0     | 0     |
| 2003-2004             | Brésil                | Copa América 2004                                    | -              | -              | -              | 4                 | 1                 | 0                 | 1              | 0              | 0              | 5     | 1     | 0     |
| Total sur la carrière | Total sur la carrière | Total sur la carrière                                | 21             | 13             | 4              | 19                | 9                 | 1                 | 34             | 13             | 12             | 74    | 35    | 17    |

### Buts internationaux
| Buts en sélection de Rivaldo | Buts en sélection de Rivaldo | Buts en sélection de Rivaldo              | Buts en sélection de Rivaldo | Buts en sélection de Rivaldo | Buts en sélection de Rivaldo | Buts en sélection de Rivaldo            |
|                              | Date                         | Lieu                                      | Adversaire                   | Score                        | Résultats                    | Compétitions                            |
| ---------------------------- | ---------------------------- | ----------------------------------------- | ---------------------------- | ---------------------------- | ---------------------------- | --------------------------------------- |
| 1                            | 16 décembre 1993             | Estadio Jalisco, Mexico                   | Mexique                      | 1-0                          | 1-0                          | Match amical                            |
| 2                            | 23 mars 1994                 | Stade Ramat Gan, Israël                   | Israël                       | 2-1                          | 2-1                          | Match amical                            |
| 3                            | 27 mars 1996                 | Estadio Benedito Teixeira, Brésil         | Ghana                        | 5-1                          | 8-2                          | Match amical                            |
| 4                            | 24 avril 1996                | FNB Stadium, Afrique du Sud               | Afrique du Sud               | 2-2                          | 3-2                          | Match amical                            |
| 5                            | 11 novembre 1997             | Estádio Nacional Mané Garrincha, Brésil   | Pays de Galles               | 2-0                          | 3-0                          | Match amical                            |
| 6                            | 16 juin 1998                 | Stade de la Beaujoire, Nantes             | Maroc                        | 2-0                          | 3-0                          | Coupe du monde 1998                     |
| 7                            | 3 juillet 1998               | Stade de la Beaujoire, Nantes             | Danemark                     | 2-1                          | 3-2                          | Coupe du monde 1998                     |
| 8                            | 3 juillet 1998               | Stade de la Beaujoire, Nantes             | Danemark                     | 3-2                          | 3-2                          | Coupe du monde 1998                     |
| 9                            | 18 novembre 1998             | Arena Castelão, Brésil                    | Russie                       | 3-0                          | 5-1                          | Match amical                            |
| 10                           | 30 juin 1999                 | Stade Antonio Oddone Sarubbi, Paraguay    | Venezuela                    | 7-0                          | 7-0                          | Copa América 1999                       |
| 11                           | 11 juillet 1999              | Stade Antonio Oddone Sarubbi, Paraguay    | Argentine                    | 1-1                          | 2-1                          | Copa América 1999                       |
| 12                           | 14 juillet 1999              | Stade Antonio Oddone Sarubbi, Paraguay    | Mexique                      | 2-0                          | 2-0                          | Copa América 1999                       |
| 13                           | 18 juillet 1999              | Estadio Defensores del Chaco, Paraguay    | Uruguay                      | 1-0                          | 3-0                          | Copa América 1999                       |
| 14                           | 18 juillet 1999              | Estadio Defensores del Chaco, Paraguay    | Uruguay                      | 2-0                          | 3-0                          | Copa América 1999                       |
| 15                           | 7 septembre 1999             | Estadio Beira-Rio, Brésil                 | Argentine                    | 1-0                          | 4-2                          | Match amical                            |
| 16                           | 7 septembre 1999             | Estadio Beira-Rio, Brésil                 | Argentine                    | 2-0                          | 4-2                          | Match amical                            |
| 17                           | 7 septembre 1999             | Estadio Beira-Rio, Brésil                 | Argentine                    | 3-1                          | 4-2                          | Match amical                            |
| 18                           | 23 février 2000              | Stade Suphachalasai, Thaïlande            | Thaïlande                    | 1-0                          | 7-0                          | Match amical                            |
| 19                           | 23 février 2000              | Stade Suphachalasai, Thaïlande            | Thaïlande                    | 2-0                          | 7-0                          | Match amical                            |
| 20                           | 26 avril 2000                | Stade Cícero Pompeu de Toledo, Brésil     | Équateur                     | 1-1                          | 3-2                          | Éliminatoires de la Coupe du monde 2002 |
| 21                           | 26 avril 2000                | Stade Cícero Pompeu de Toledo, Brésil     | Équateur                     | 3-1                          | 3-2                          | Éliminatoires de la Coupe du monde 2002 |
| 22                           | 23 mai 2000                  | Millennium Stadium, Pays de Galles        | Pays de Galles               | 3-0                          | 3-0                          | Match amical                            |
| 23                           | 28 juin 2000                 | Stade Maracanã, Brésil                    | Uruguay                      | 1-0                          | 1-1                          | Éliminatoires de la Coupe du monde 2002 |
| 24                           | 18 juillet 2000              | Estadio Defensores del Chaco, Paraguay    | Paraguay                     | 1-1                          | 1-2                          | Éliminatoires de la Coupe du monde 2002 |
| 25                           | 3 septembre 2000             | Stade Maracanã, Brésil                    | Bolivie                      | 2-0                          | 5-0                          | Éliminatoires de la Coupe du monde 2002 |
| 26                           | 15 août 2001                 | Stade Olímpico Monumental, Brésil         | Paraguay                     | 2-0                          | 2-0                          | Éliminatoires de la Coupe du monde 2002 |
| 27                           | 7 octobre 2001               | Stade Major-Antônio-Couto-Pereira, Brésil | Chili                        | 2-0                          | 2-0                          | Éliminatoires de la Coupe du monde 2002 |
| 28                           | 14 novembre 2001             | Estádio Governador João Castelo, Brésil   | Venezuela                    | 3-0                          | 3-0                          | Éliminatoires de la Coupe du monde 2002 |
| 29                           | 3 juin 2002                  | Munsu Cup Stadium, Corée du Sud           | Turquie                      | 2-1                          | 2-1                          | Coupe du monde 2002                     |
| 30                           | 8 juin 2002                  | Jeju World Cup Stadium, Corée du Sud      | Chine                        | 2-0                          | 4-0                          | Coupe du monde 2002                     |
| 31                           | 13 juin 2002                 | Suwon World Cup Stadium, Corée du Sud     | Costa Rica                   | 4-2                          | 5-2                          | Coupe du monde 2002                     |
| 32                           | 17 juin 2002                 | Kobe Wing Stadium, Japon                  | Belgique                     | 1-0                          | 2-0                          | Coupe du monde 2002                     |
| 33                           | 21 juin 2002                 | Shizuoka Stadium, Japon                   | Angleterre                   | 1-1                          | 2-1                          | Coupe du monde 2002                     |
| 34                           | 16 novembre 2003             | Estadio Monumental, Pérou                 | Pérou                        | 1-0                          | 1-1                          | Éliminatoires de la Coupe du monde 2006 |

## Palmarès

### En club
- Vainqueur de la Ligue des Champions en 2003 avec le Milan AC
- Vainqueur de la Supercoupe d'Europe en 1997 avec le FC Barcelone et en 2003 avec le Milan AC
- Champion d'Espagne en 1998 et en 1999 avec le FC Barcelone
- Champion de Grèce en 2005, 2006 et en 2007 avec l'Olympiakos
- Champion d'Ouzbékistan en 2008, 2009, 2010 et en 2011 avec le FC Bunyodkor
- Champion de l'État de São Paulo en 1994 et 1996 avec le SE Palmeiras
- Champion de l'État du Minas Gerais en 2004 avec Cruzeiro EC
- Vainqueur de la Coupe d'Espagne en 1998 avec le FC Barcelone
- Vainqueur de la Coupe d'Italie en 2003 avec le Milan AC
- Vainqueur de la Coupe de Grèce en 2005 et 2006 avec l'Olympiakos
- Vainqueur de la Coupe d'Ouzbékistan en 2008 et 2010 avec le FC Bunyodkor
- Vainqueur de la Coupe Bandeirantes en 1994 avec le SC Corinthians
- Vainqueur de la Coupe Stanley-Rous en 1995 avec le SE Palmeiras
- Vainqueur du Trophée Teresa-Herrera en 1997 avec le La Corogne
- Vainqueur du Trophée Joan Gamper en 1998, 1999, 2000 et 2001 avec le FC Barcelone
- Vainqueur du Trophée Luigi Berlusconi en 2002 avec le Milan AC
- Vice-champion du Brésil en 1994 avec le SC Corinthians

### En équipe du Brésil
- 74 sélections et 35 buts entre 1993 et 2003
- Vainqueur de la Coupe du Monde en 2002
- Vainqueur de la Copa América en 1999
- Finaliste à la Coupe du Monde en 1998
- Vainqueur de la Coupe des Confédérations en 1997
- Médaille de Bronze aux Jeux Olympiques en 1996

### Distinctions individuelles
En fin d'année 1999, Rivaldo est élu Ballon d'or par un jury de journalistes spécialisés des 51 pays de l'UEFA, sous l'égide du magazine France Football, avec 214 points devant David Beckham à 159 points. Il est aussi élu meilleur footballeur de l'année FIFA au même moment.
- Meilleur buteur du Championnat d'Ouzbékistan en 2009 (19 buts)
- Co-meilleur buteur de la Copa América en 1999 (5 buts)
- Co-meilleur buteur de la Ligue des Champions en 2000 (10 buts)
- Élu Ballon d'Or en 1999
- Élu meilleur footballeur de l'année FIFA en 1999
- Élu meilleur joueur sud-américain du championnat espagnol en 1999
- Élu meilleur joueur étranger du championnat espagnol en 1998
- Élu meilleur joueur de l'année  en 1999 et 2e en 2000 par Foot total
- Élu Onze d'Or en 1999 par Onze Mondial
- Élu Ballon d'Argent brésilien en 1993 et en 1994 par Placar
- Nommé au FIFA 100 en 2004
- 5e meilleur buteur de l'histoire du FC Barcelone (130 buts)